# Liste des rues de Berchem-Sainte-Agathe
Ci-dessous, la liste des rues de Berchem-Sainte-Agathe, commune belge située en région bruxelloise.

## A
- rue des Alcyons
- rue Auguste Denie
- rue Auguste Van Zande

## B
- avenue de la Basilique
- rue Louis Braille

## C
- avenue Charles-Quint
- avenue René Comhaine
- avenue des Cottages
- rue Courte
- rue des Combattants
- rue des Chats

## D
- rue de Dilbeek
- rue Docteur Charles Leemans

## E
- rue de l'Église

## F
- rue des Fleuristes
- Avenue des frères Becque

## G
- chaussée de Gand
- rue de Grand-Bigard
- rue de Grand-Halleux

## H
- avenue Hélène
- clos des Hortensias
- place Hunderenveld

## K
Rue Kasterlinden
Rue Katteput

## L
- avenue Laure

## M
- drève des Maricolles

## P
- rue Mathieu Pauwels
- rue Prosper Préser
- rue Potaarde

## R
- place Roi Baudouin
- rue de la Roseraie
- place Oscar Ruelens

## S
- rue de la Serre
- rue des Soldats
- rue du Sextant

## W
- rue Égide Winteroy
- rue du Wilder

## Z
- rue du Zénith

- Haut – A
- B
- C
- D
- E
- F
- G
- H
- I
- J
- K
- L
- M
- N
- O
- P
- Q
- R
- S
- T
- U
- V
- W
- X
- Y
- Z